# Lundby, Borås

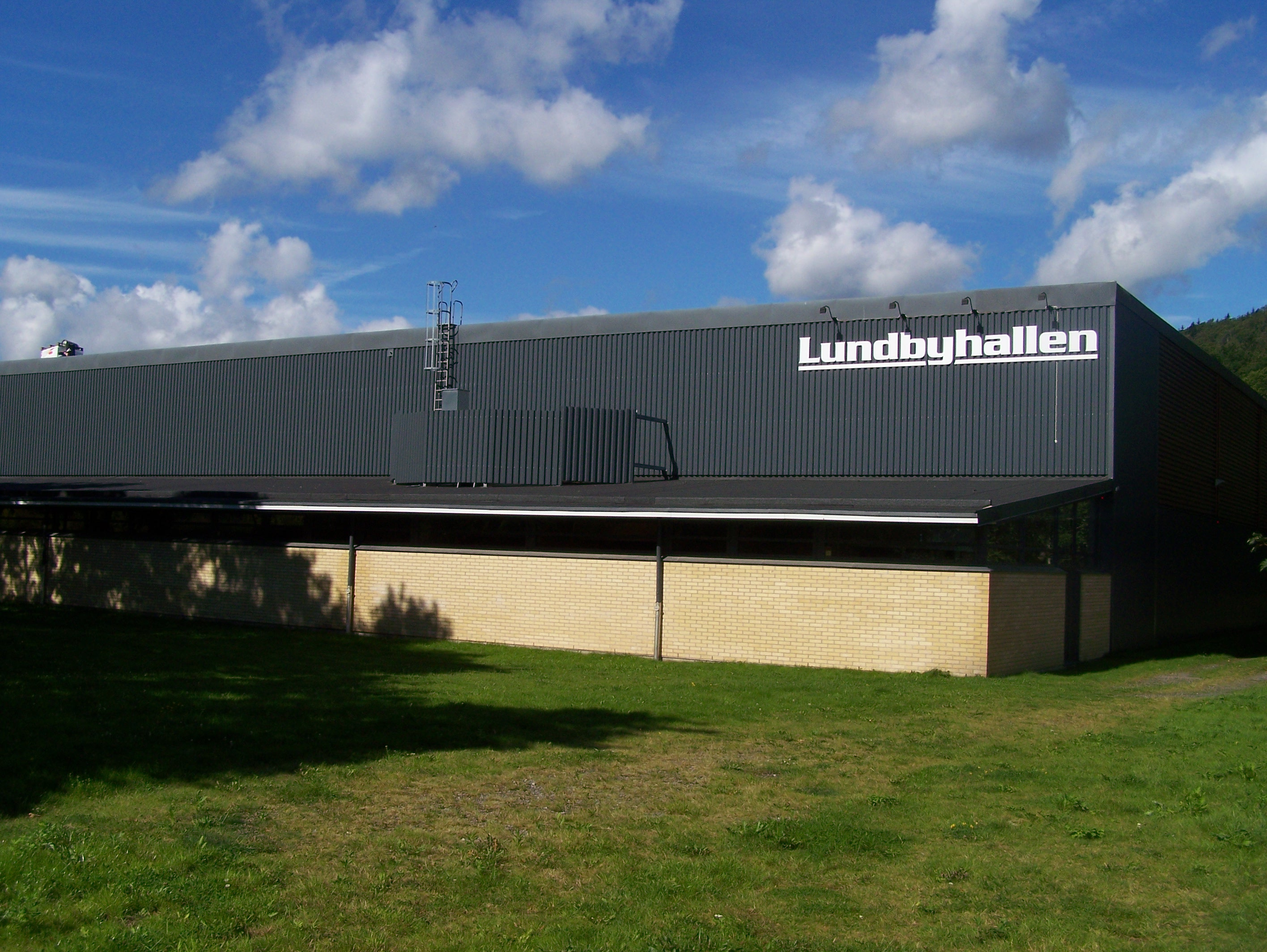
Lundbyhallen

Lundby uttal (fil) är en stadsdel i Borås som hör samman med Knalleland. Stadsdelen tillhör kommundelen Norr. Lundby är till största delen industriområde men har även en del sportanläggningar, bland annat Lundbyhallen som kan ses på fotot här bredvid.